# باز شکم‌خاکستری
باز شکم‌خاکستری (نام علمی: Accipiter poliogaster) نام یک گونه از سرده بازها است. این پرنده باپشت سیاه رنگ، چشمان نارنجی و پاهای زرد رنگ مشخص می‌شود. این گونه در آرژانتین، بولیوی، برزیل، کلمبیا، اکوادور، گویان فرانسه، گویان، پاراگوئه، پرو، سورینام، و ونزوئلا یافت می‌شود. زیستگاهش جنگل است.